# Primer partido internacional de fútbol
El primer partido internacional de fútbol fue disputado entre las selecciones de Escocia e Inglaterra el 30 de noviembre de 1872 en Partick, Escocia. El partido terminó empatado 0-0 y fue observado por 4000 personas.

## Antecedentes

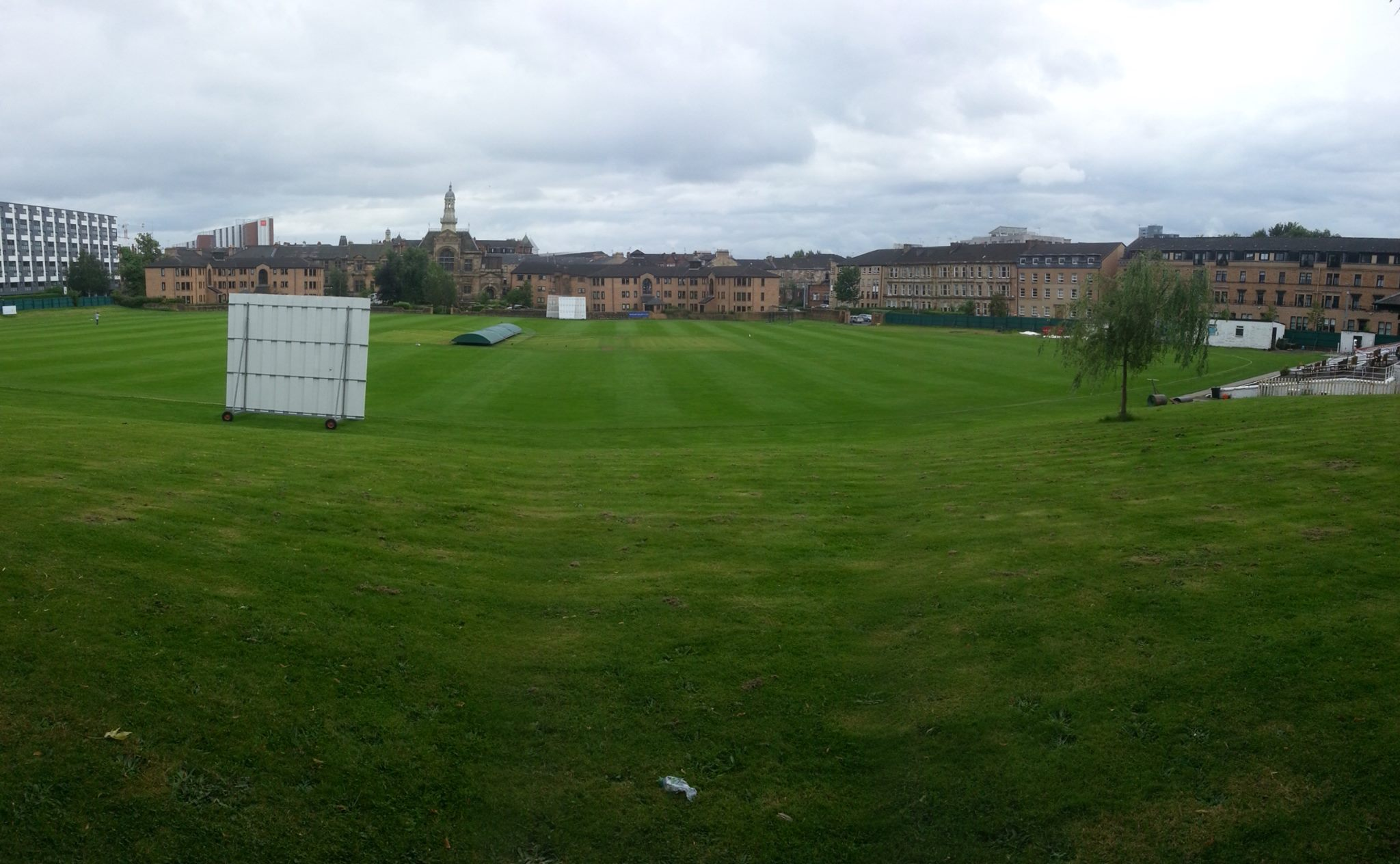
Escenario en el que se jugaba el partido.

Antes de este partido, se jugaron varios partidos no oficiales entre Inglaterra y Escocia a petición de la Asociación de Fútbol de Inglaterra (The FA). El entusiasmo al organizar esos partidos era tal que definieron sedes, árbitros, jugadores ingleses e, increíblemente, jugadores escoceses. Para estos partidos, el "equipo de Escocia" estaba conformado por jugadores residentes en Londres y sus alrededores, con conexiones en Escocia. Esta es la razón por la que la FIFA no considera estos partidos como partidos internacionales.
El primero de dichos partidos se jugó el 5 de marzo de 1870, en The Oval, un campo de cricket en el barrio londinense de Kennington. Este partido fue promovido por C.W. Alcott y James Kirkpatrick (ambos jugadores del Wanderers). El partido terminó empatado 1-1.
The Oval albergó los enfrentamientos no oficiales angloescoceses que siguieron:
- 19 de noviembre de 1870: Inglaterra 1-0 Escocia
- 25 de febrero de 1871: Inglaterra 1-1 Escocia
- 18 de noviembre de 1871: Inglaterra 2-1 Escocia
- 24 de febrero de 1872: Inglaterra 1-0 Escocia[3]

Luego de estos partidos, se llegó a un acuerdo entre ingleses y escoceses para jugar un partido el 30 de noviembre de 1872, coincidiendo con el día de San Andrés, santo patrono de Escocia. Se eligió como sede del partido a Hamilton Crescent, un estadio de cricket en la zona de Glasgow, propiedad del Club de Cricket del Oeste de Escocia.
En 1872 no había ligas profesionales de fútbol en Inglaterra y Escocia, razón por la que la convocatoria fue diferente a las convocatorias de décadas posteriores. Todos los jugadores convocados por Escocia pertenecían al club Queen's Park. Inglaterra, en cambio, llamó a futbolistas de 9 clubes, entre ellos Wanderers y la Universidad de Oxford.

## El partido

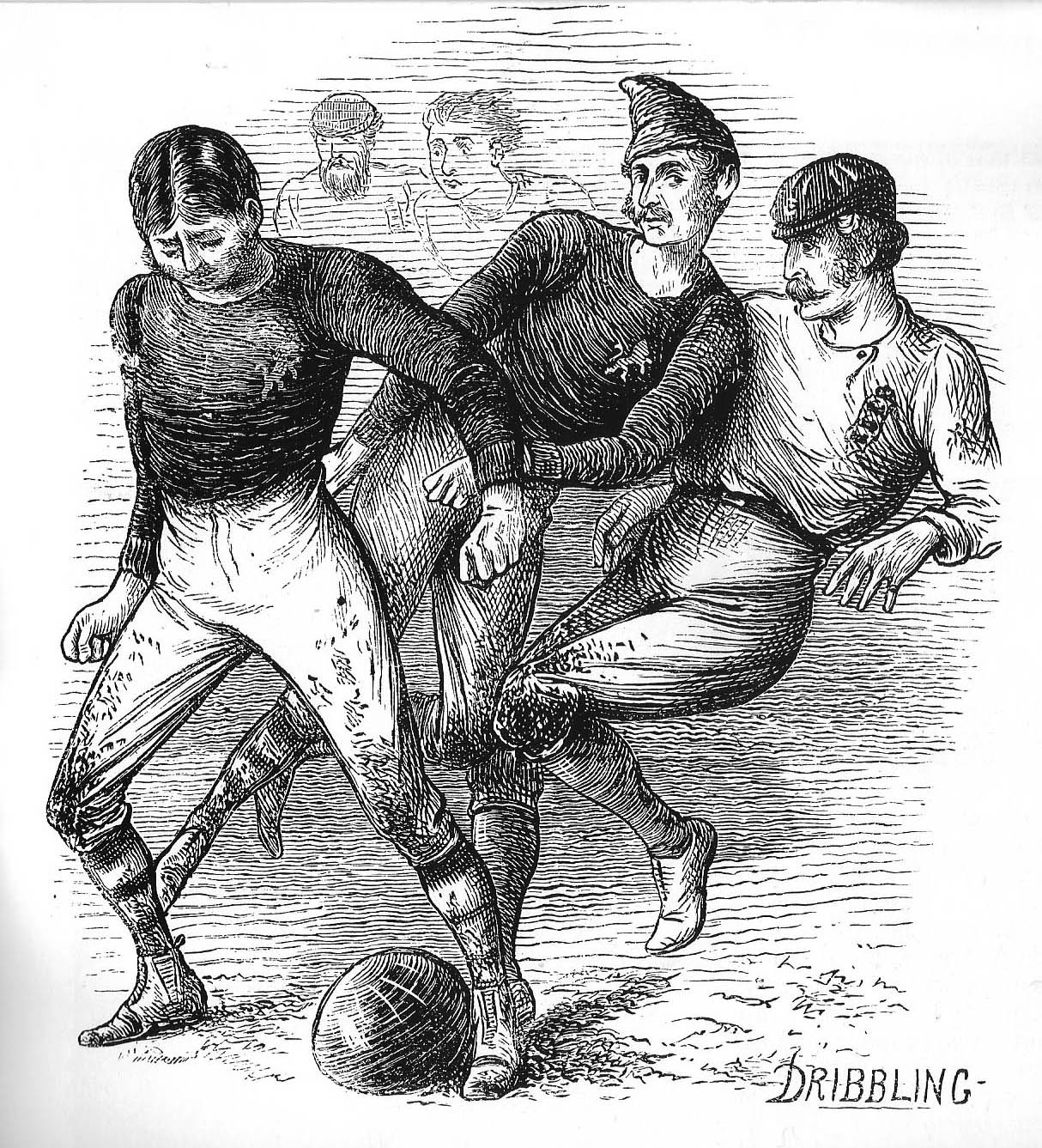
Ilustración del partido

La expectativa por el histórico duelo atrajo a 4000 personas, quienes pagaron 1 chelín por la entrada. El partido comenzó con 20 minutos de retraso y fue arbitrado por el escocés William Kay. El ambiente fue amigable y relajado, marcando la tónica de este partido hasta la irrupción del hooliganismo en los 70's.
En una cancha en mal estado debido a la lluvia que había caído en los 3 días previos al partido, el equipo escocés le estaba dando dificultades al equipo inglés. La ventaja que tenían los escoceses al venir todos de un mismo club fue contrarrestada con el compañerismo con que vinieron los ingleses. Los sistemas de juego utilizados propusieron un juego de ataque, dejando desprotegidas las líneas defensivas. Para ese entonces no estaban permitidas las sustituciones, aunque el portero inglés Robert Barker cambió de posición con William Maynard para jugar adelante en el segundo tiempo. En los últimos minutos del partido, Escocia casi anota cuando el disparo de Robert Leckie se estrelló contra la cinta que estaba entre los 2 postes para representar el poste horizontal. El partido se llevó a cabo de una manera amistosa, sin entradas violentas ni jugadas polémicas.

### Detalles del partido
| 30 de noviembre de 1872, 14:20 (UTC) | Escocia | 0-0     | Inglaterra | Hamilton Crescent, Partick,                                       |                                                                   |
|                                      |         | Reporte |            | Asistencia: 4.000 espectadores Árbitro(s): William Keay (Escocia) | Asistencia: 4.000 espectadores Árbitro(s): William Keay (Escocia) |

|  |  |  |

| Escocia: |  |                    |
|          |  |                    |
| POR      |  | Robert Gardner (c) |
| DEF      |  | William Ker        |
| DEF      |  | Joseph Taylor      |
| MED      |  | James Thomson      |
| MED      |  | James Smith        |
| DEL      |  | Robert Smith       |
| DEL      |  | Robert Leckie      |
| DEL      |  | Alex Rhind         |
| DEL      |  | William MacKinnon  |
| DEL      |  | James Weir         |
| DEL      |  | David Wotherspoon  |

| Inglaterra: |  |                             |
|             |  |                             |
| POR         |  | Robert Barker               |
| DEF         |  | Ernest Greenhalgh           |
| MED         |  | Reginald de Courtenay Welch |
| DEL         |  | Frederick Chappell          |
| DEL         |  | William Maynard             |
| DEL         |  | John Brockbank              |
| DEL         |  | Charles Clegg               |
| DEL         |  | Arnold Kirke-Smith          |
| DEL         |  | Cuthbert Ottaway (c)        |
| DEL         |  | Charles Chenery             |
| DEL         |  | Charles Morice              |